# Прухново (Куявсько-Поморське воєводство)
Прухново (пол. Pruchnowo) — село в Польщі, у гміні Радзеюв Радзейовського повіту Куявсько-Поморського воєводства. Населення — 181 особа (2011).
У 1975-1998 роках село належало до Влоцлавського воєводства.

## Демографія
Демографічна структура станом на 31 березня 2011 року:
|          | Загалом | Допрацездатний вік | Працездатний вік | Постпрацездатний вік |
| -------- | ------- | ------------------ | ---------------- | -------------------- |
| Чоловіки | 86      | 12                 | 66               | 8                    |
| Жінки    | 95      | 17                 | 57               | 21                   |
| Разом    | 181     | 29                 | 123              | 29                   |